# Jean-Baptiste Requier
Jean-Baptiste Requier, né le 17 juin 1715 à Pignans en Provence et mort à Paris en 1799, est un écrivain et traducteur français.  

## Biographie
Né à Pignans en Provence en 1715, il entra d’abord dans la Congrégation de l'Oratoire et débuta dans la carrière littéraire par une ode sur la convalescence de Louis XV ; elle obtint un accessit de l’Académie de Marseille. Il fut quelque temps inspecteur des études à l’école royale militaire de Paris. Le gouvernement le chargea ensuite de la traduction des Mémoires secrets de Vittorio Siri, dont il a laissé 24 volumes in-12, après avoir publié la traduction du Mercure du même auteur, en 18 volumes aussi in-12. Il est auteur d’une Vie de Peiresc, 1770, in-12, qui parut sous les auspices du Parlement de Provence, dont Peiresc fut un illustre membre. Sa vie privée mérita la parfaite estime de tous ceux qui le connurent ; il vécut en sage dans sa modeste retraite, et termina sa longue carrière au commencement de 1799.

## Œuvres
- L’Esprit des lois romaines, traduit du latin de Gravina, 1776, 3 vol. in-12, etc. ;
- Les Hiéroglyphes dits de Horapollon, traduits du grec, Paris, 1779, in-12, et une multitude d’autres ouvrages dont on peut voir la liste dans la France littéraire de Johann Samuel Ersch, t. 3, p. 135, et dans le supplément de 1802, p. 392.